# Syrrusoides syrrusoides
Syrrusoides syrrusoides là một loài bướm đêm trong họ Noctuidae.